# 마티야 류이치
마티야 류이치(Matija Ljujić, 1993년 10월 28일 ~ )는 세르비아의 축구 선수이다. 포지션은 미드필더이다. 현재 하포엘 하이파 FC 소속이다.